# ラムネ瓶

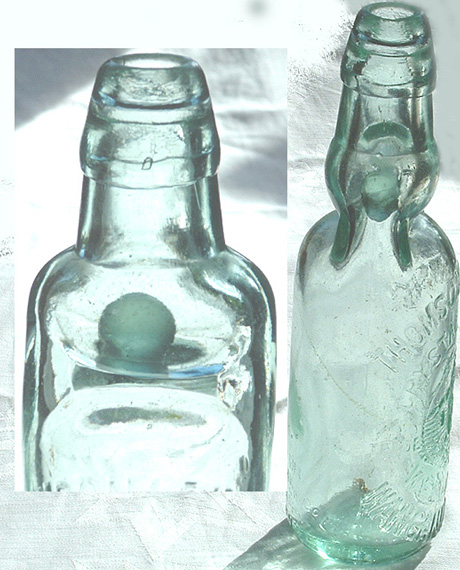
ラムネ瓶

ラムネ瓶（ラムネびん）は、炭酸飲料用の瓶の一種。ビー玉で栓をするデザインが特徴的であり、イギリスのハイラム・コッドにより開発されたことから、コッド・ネック・ボトル（英語: Codd-neck bottle）やコッズ・ボトル（英語: Codds bottle）と呼ばれる。
日本初のラムネ瓶は、大阪の徳永硝子（1880年に徳永玉吉が創業）によるものであり、名称もその商品名に由来する。

## 歴史

### 開発
1872年、ロンドンのキャンバーウェルでボトラーを運営するハイラム・コッドにより開発された。

### 普及

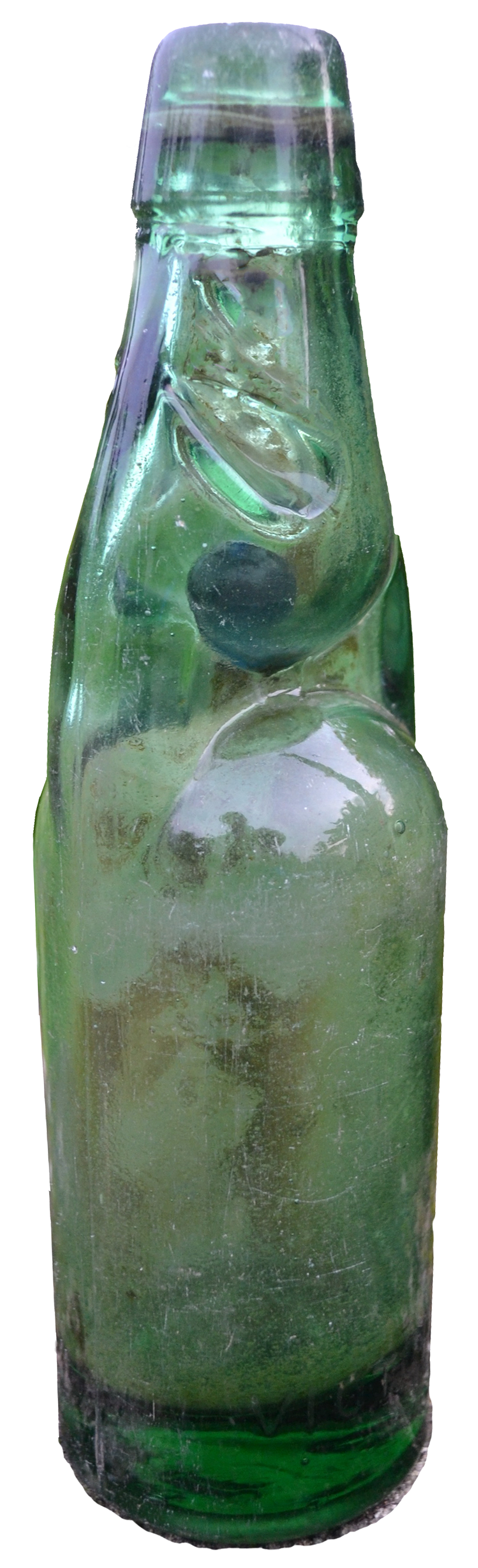
瓶詰めされているバンタ

アルコール飲料業者の一部が使うべきではないと考えたものの、開発後ほどなくラムネ瓶はヨーロッパ、インド、オーストラリアのソフトドリンク業者、醸造業者に普及した。民間語源として扱われがちではあるが、ラムネ瓶を使用したビールを語源として「コッズワロップ」なる言葉が生まれたほどであった。
数十年間一般的に使用されたが、徐々に減少していった。子供がビー玉を取り出すために瓶を砕くため、旧い瓶は比較的少なく、蒐集品となっている。とりわけコバルト色のボトルは、オークションで高値が付いている。
日本のラムネやインドのバンタに、ラムネ瓶が用いられている。

## 構造

### 瓶製造
製造工程としては、上下を別々に作り、ビー玉を入れてからロウづけする方法と、通常の瓶を作ってビー玉を入れた後に熱して絞る方法が知られている。

### 密閉の仕組み
瓶の口をビー玉で密閉する設計となっている。炭酸水を注入していき、瓶が満たされたタイミングで逆さまにすると、炭酸の圧力によってビー玉が口に押しつけられ、瓶に封がされる。ボトルは途中ですぼまったデザインになっている。これは瓶を傾けて注ぐときに、ビー玉をくぼみに落としてラムネを阻害しないことや、充填を素早くする効果がある。

## その他のラムネ瓶
トンボ飲料によるビー玉を瓶底まで落とす底玉式、ハイラム・コッズによる開発前のコルク栓によるラムネ瓶などが存在している。
森永製菓の菓子『森永ラムネ』、チーリン製菓の菓子『ニューラムネ』、マルタ食品の菓子『なつかしラムネ』の容器はプラスチック製のラムネ瓶を模したものである。